# Spinipogon
Spinipogon es un género de polillas tortrícidas categorizado en la tribu Cochylini, de la subfamilia Tortricinae. Fue descrito por Józef Razowski en 1967.

## Especies
- Spinipogon atrox Razowski y Becker, 1983
- Spinipogon elaphroterus Razowski y Becker, 1986
- Spinipogon harmozones Razowski, 1986
- Spinipogon ialtris Razowski, 1986
- Spinipogon luxuria Razowski, 1993
- Spinipogon misahualli Razowski y Becker, 2002
- Spinipogon resthavenensis Metzler y Sabourin, 2002
- Spinipogon signata Razowski, 1967
- Spinipogon spiniferus Razowski, 1967
- Spinipogon studiosus Razowski y Becker, 1993
- Spinipogon thes Razowski y Becker, 1983
- Spinipogon trivius Razowski, 1967
- Spinipogon veracruzanus Razowski y Becker, 1986
- Spinipogon virginanus Razowski y Becker, 2007